# 津軽鉱
津軽鉱（つがるこう、Tsugaruite）は、1998年に発表された日本産新鉱物で、富山大学の鉱床学者清水正明などにより、青森県平川市の湯ノ沢鉱山で発見された。化学組成はPb4As2S7とされていたが、塩素が必須と判明して2019年にPb28As15S50Clと再定義された。斜方晶系で、放射状の集合体で産出する。
湯ノ沢鉱山が位置する青森県津軽地方の地名から命名された。